# Carodista
Carodista é um gênero de traça pertencente à família Agonoxenidae.